# Bona praxis (medicina)
L'atenció gerontològica centrada en la persona és:
- Un enfocament de l'atenció on la persona, des de la seva auto-determinació amb relació a la seva qualitat de vida, és l'eix central de les intervencions professionals.
- Com a metodologia, aporta un conjunt de tècniques i instruments que faciliten la intervenció personalitzada i orientada a la persona.
- Com a model, partint del reconeixement de la dignitat de tot èsser humà, busca l'autodeterminació i la major independència en el seu procés d'atenció per així millorar la seva qualitat de vida i el seu benestar subjectiu.

El projecte vital, ACP i la bona praxi en medicina
Al llarg de la nostra vida, totes les persones anem construint el nostre propi projecte de vida. Ve marcat per la nostra experiència i biografia, però també per la nostra situació actual, les nostres expectatives de futur i els suports que tenen.
Les persones grans, tot i estar en la darrera etapa del cicle vital, també tenen els seus projectes de vida. El projecte vital solament conclou amb la mort. En la vellesa, te gran importància poder continuar amb el projecte singular de vida, així com aconseguir donar valor i un significat positiu a alló viscut. Això es quelcom que encara cobra més importància quan la persona gran viu en un centre residencial, fora del seu entorn habitual. La continuïtat del projecte vital, evitant ruptures no desitjades amb els hàbits i estils de vida, resulta aleshores essencial. Els diferents recursos assistencials i els equips tècnics han d'esdevenir recolzaments que permetin que les persones usuàries continuin i completin els seus projectes de vida
La bona praxi mèdica ha evolucionat cap a una intervenció holística, tenint en compte no solament la prescripció mèdica, sino també aquests preceptes: l'autonomia no és el contrari de dependència (l'autonomia personal és la capacitat de l'individu per a fer eleccions, prendre decisions i asumir les conseqüències de les mateixes. El terme oposat a autonomia no és dependència sino heteronomia), les preferències i desitjos, el pla d'atenció individualitzada tindrà una gran influència en la vida present i futura de la persona gran que requereix cures. Perquè ara, en el seu dia a dia, han entrat a formar part els professionals, les cures i les activitats que es proposin.
La bona praxi mèdica tindrà especial cura quan es tracti de persones amb deteriorament cognitiu, puix que moltes vegades altres persones hauran de prendre decisions per elles. Tindrem en compte les següents estrategies: conèixer i tenir en compte la biografia de la persona (història de vida i reminiscència), saber si existeixen i respectar les voluntats prèviament expressades, interessar-nos i informar-nos sobre el hàbits i les rutines que li generen benestar mitjançant la tècnica de la validació, apropar-nos mitjançant l'observació (DCM), a les seves preferències actuals i romandre atents als canvis.
La bona praxi mèdica tindrà especial cura amb: la medicació basada en la intencionalitat de contenir, detecció de prescripcions inapropiades, adherència a la guia terapéutica, realització de testament vital, qualitat assistencial i millora de la vida del resident mitjançant els plans individuals de salut.
Per aconseguir-ho es basarà en tots els conceptes anteriors i treballarem mitjançant: revisió periòdica de la prescripció de psicofàrmacs, formació de professionals en el maneig no farmacològic de les alteracions de conducta i formació de les famílies en l'abordatge de les alteracions de conducta.
Iniciació de mesures d'especial seguiment en les persones que inicien la presa de psicofarmàcs: avaluació diària i, si es perllonga el tractament, consultar al neuròleg o al psiquiatre; vigilància de la persona al aixecar-se o al posar-se en peu; avaluació periòdica de l'estabiitat de la marxa; seguiment de les activitats diaries, utilitzant-les com a senyal d'alarma per evidenciar l'excessiva postració i evitar la perdua de l'autonomia, no es tolerable que el tractament tingui com a conseqüència una perdua d'autonomia irreversible; seguiment de la conducta, de l'estat d'anim i de la funcio congnitiva, i de forma especial en les persones amb deteriorament cognitiu o demència; correcta nutrició i hidratació; evitar l'aillament, programar activitats adequades a cada cas; canvis posturals per a les persones postrades.
Es realitza avaluació i intervenció farmacològica: anàlisi de la situació actual de l'usuari i el seu comportament; proposta d'intervenció i seguiment (acordar pautes relacionades i mesures ambientals i programar opcions d'activitats d'oci i /o d'estimulació interdisciplinar, aplicant els objectus terapètutics de les activitats.
La bona praxi mèdica té en compte tots aquests valors però no perd de vista, que treballem amb les persones i protegim el seu honor i privacitat, construim relacions assitencials basades en la confiança i el respecte, ens basem en el propi, quotidià i significatiu, donem oportunitats d'empoderament i integració, reforç de la identitat personal i continuïtat del pla d'atenció individualitzada, donem a les famílies una atenció professional i garantim la confifencialitat perquè cada persona és única i irrepetible.